# Bọ cạp Thiên Đường
Bọ cạp Thiên Đường (tên khoa học: Vietbocap thienduongensis) là một loài bò cạp thuộc họ Pseudochactidae. Loài bò cạp mới được đặt tên khoa học: Vietbocap thienduongensis bởi Lourenco và Phạm Đình Sắc.
Tên Tiếng Việt là bọ cạp Thiên Đường (do được phát hiện trong động Thiên Đường). Nơi sống của hai loài bọ cạp này đang bị thu hẹp do những tác động của con người. Loài này đang bị đe dọa và đang có nguy cơ biến mất nếu không được bảo tồn.
Loài bò cạp này đã được hai nhà khoa học TS. Phạm Đình Sắc (Viện Sinh thái và Tài nguyên sinh vật, Viện Khoa học và Công nghệ Việt Nam) và TS. Wilson Lourenco (Bảo tàng lịch sử tự nhiên Paris – Pháp) phát hiện trong động Thiên Đường thuộc Vườn quốc gia Phong Nha-Kẻ Bàng Quảng Bình và công bố trên Tạp chí quốc tế C.R.Biologies, số 335, năm 2012.